# City of Evil
City of Evil — третій студійний альбом американської групи Avenged Sevenfold, який вийшов 6 червня 2005 року.

## Композиції
1. Beast and the Harlot — 5:40
2. Burn It Down — 5:00
3. Blinded in Chains — 6:34
4. Bat Country — 5:13
5. Trashed and Scattered — 5:53
6. Seize the Day — 5:32
7. Sidewinder — 7:01
8. The Wicked End — 7:10
9. Strength of the World — 9:14
10. Betrayed — 6:47
11. M.I.A. — 8:46